# Windows縮圖快取
Windows縮圖快取是一個從Windows 2000開始加入到Microsoft Windows作業系統的功能。Windows縮圖快取會預先繪製各資料夾中特定類型檔案的縮圖，並儲存在該資料夾裡的thumbs.db檔案中。經由此方式來儲存縮圖將可節省每次用户使用Windows檔案總管開啟資料夾，而系統需要重新繪製縮圖的時間。

## 目的
由於產生檔案縮圖的工序需耗用大量的CPU資源，如果資料夾中包含了大量的檔案更會拖慢電腦的其他工作；一個明顯的例子是開啟內含大量圖像檔案的光碟，由於不可以在光碟中寫入檔案，用户每次打開資料夾系統都需要重新繪製縮圖，這將浪費大量時間及電腦資源。从Windows 2000開始，Windows會預先繪製多種檔案的縮圖，如JPEG、BMP、GIF、PNG、TIFF、AVI、PDF、PPTX、DOCX、HTML等等，並將縮圖儲存到縮圖快取檔案之中以解決此問題。在使用NTFS檔案系統的硬碟中，Windows會將縮圖儲存在該檔案的交換數據流（NTFS）；而FAT32檔案系統則會儲存在thumbs.db檔案之中。另外Windows ME作業系統亦會新增一個Thumbs.db檔案該資料夾之中。從Windows XP開始，使用者可以自行設定是否要預先建立縮圖快取。而在Windows 2000、ME及XP，使用者可以在檔案的右鍵選單中選擇強制重製檔案縮圖。

## Thumbs.db
thumbs.db用於儲存該資料夾中的檔案的縮圖快取，但同時Thumbs.db會耗用系統或移除式裝置一定的容量。在Windows XP 媒體中心版（Windows XP Media Center Edition）則會把影片的預覽快取儲存在ehthumbs.db檔案中。在同一資料夾內的縮圖快取均會儲存在同一資料庫檔案中，不論那個檔案是甚麼格式，Windows均會以JPEG格式儲存，而大小則會是預設的96×96平方像素或按比例縮小至最長邊長為96像素，或可自行在登錄檔中自訂大小。thumbs.db檔案是以物件連結與嵌入檔式儲存，而該格式亦有應用於多個Microsoft Office產品之中。

## 集中縮圖快取
由Windows Vista開始，整個檔案系統的預覽縮圖均集中儲存在一個位置（%userprofile%\AppData\Local\Microsoft\Windows\Explorer），而系統則可不用進入檔案的資料夾位置以存取該檔案的縮圖快取。而儲存方式由以前一個thumbs.db代表一個資料夾，改為儲存在數個容量較大的thumbcache_xxx.db檔案中，當中的“xxx”代表該數據庫檔的縮圖大小。
然而，如在Windows Vista及Windows 7在擁有寫入權限的情況下登入網絡中的其他電腦位置，系統還是會自動在該位置加入thumbs.db檔案。但這將會引起因刪除資料夾而令該位置會被鎖上一段時間的問題。而用户可停用「自動建立thumbs.db」來解決此問題。

## 作為呈堂證供
由Windows縮圖快取系統所產生出來的thumbs.db曾經被政府執法部門用作法庭上的證明之用，以證明該電腦的擁有者曾在電腦上儲存某些檔案。2008年，美國FBI曾在法庭上呈上一thumbs.db檔案，用作控告管有兒童色情資訊的證物之一。